# Ectropothecium eurydictyon
Ectropothecium eurydictyon är en bladmossart som beskrevs av Bescherelle 1876. Ectropothecium eurydictyon ingår i släktet Ectropothecium och familjen Hypnaceae. Inga underarter finns listade i Catalogue of Life.